# 乐观主义者之死
| 評論得分 | 評論得分 |
| 來源     | 評分     |
| -------- | -------- |
| Kerrang! | [ 3 ]    |

《乐观者之死》（英語：Death of an Optimist）是加拿大裔美国歌手Grandson的首张工作室专辑，由拉麵工坊发行于2020年12月4日。

## 录制背景
本杰明的迷你专辑，A Modern Tragedy, Vol. 3 在2019年9月13日发行。 在A Modern Tragedy三部曲的第三部也是最后一部发行后，Grandson开始制作他的第一张工作室录制专辑。
此专辑首次在2020年9月25日随着单曲“Dirty”的发行公布。

## 音乐和创作
在与新音乐快递的采访中， Grandson称乐观者之死总的来说，是对当前形势和2020年的总体展望。 “它不仅是一个原创故事，还是一个领略2020年希望、焦虑和乐观状态的讣告。”

## 曲目
| 乐观者之死 曲目 | 乐观者之死 曲目                    | 乐观者之死 曲目 |
| 曲序            | 曲目                               | 时长            |
| --------------- | ---------------------------------- | --------------- |
| 1.              | Death of an Optimist // Intro      | 2:31            |
| 2.              | In Over My Head                    | 3:18            |
| 3.              | Identity                           | 3:36            |
| 4.              | Left Behind                        | 3:25            |
| 5.              | Dirty                              | 3:28            |
| 6.              | The Ballad of G and X // Interlude | 2:22            |
| 7.              | We Did It!!!                       | 2:49            |
| 8.              | WWIII                              | 3:22            |
| 9.              | Riptide                            | 3:12            |
| 10.             | Pain Shopping                      | 3:17            |
| 11.             | Drop Dead                          | 3:09            |
| 12.             | Welcome to Paradise // Outro       | 3:31            |
| 总时长：        | 总时长：                           | 38:00           |

## 反响
此专辑的反响十分积极，“Kerrang！”的David McLaughlin称赞Grandson对声音的融合，他说“他是一位不惧与发挥自己创造力的艺术家，他从任何他感兴趣的音乐流派中探索声音。” Rock Matters Podcast称“这就像是一张千禧一代的成长专辑。是一个20多岁的尝试坚持他的希望，坚信与真正的改变。这都是Grandson的功劳，他听起来绝对是在奋斗作战。”